# كوميديا زرقاء

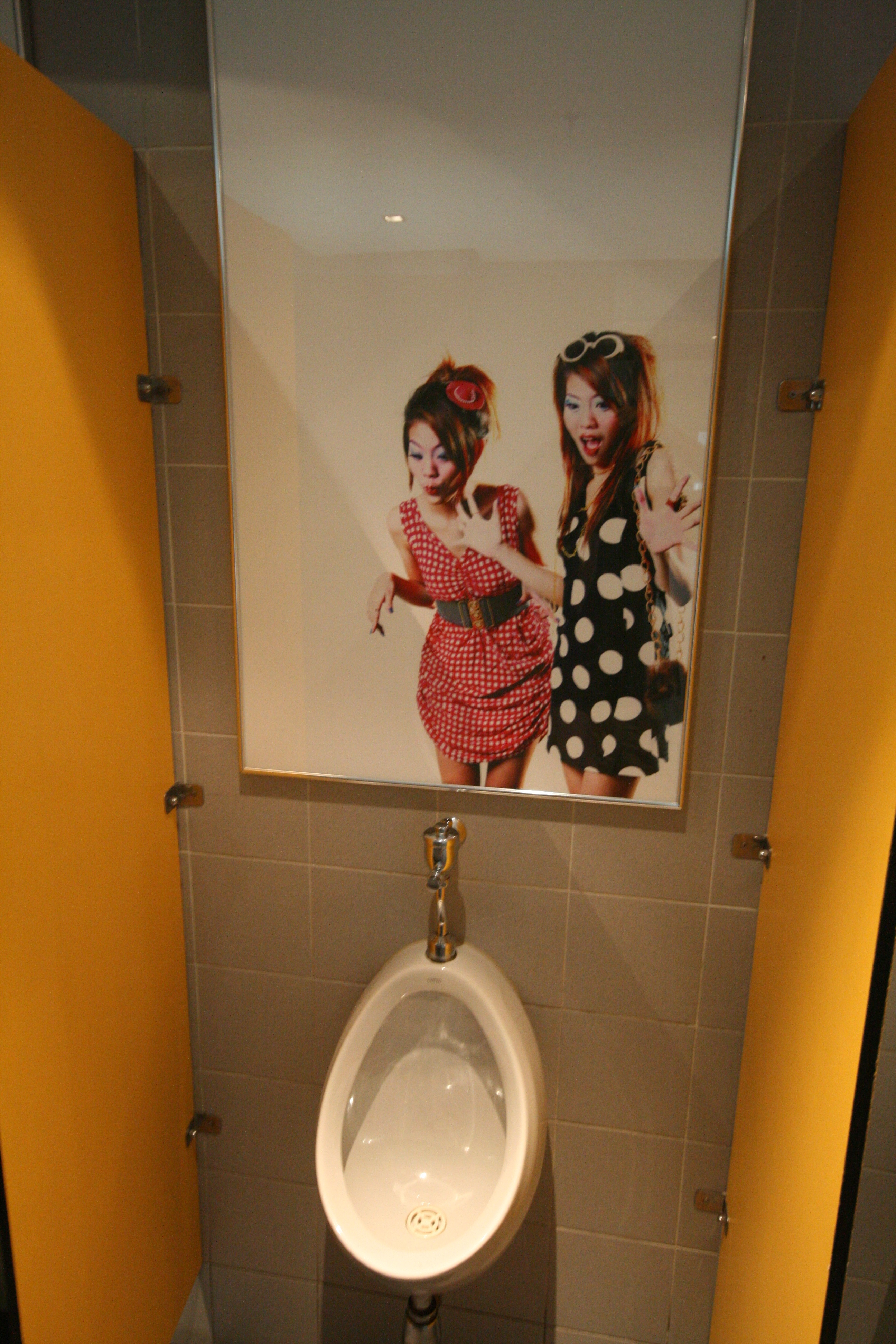
أطرف عمل فني على الإطلاق في مطار بانكوك، في الطابق الثاني بمنطقة المطعم. كان لديهم أعمال أخرى أيضًا، منها عمل لشابة تحمل كاميرا! غريب جدًا، ولكنه مضحك رغم ذلك.

كوميديا زرقاء (بالإنجليزية: blue comedy)‏ أو السخافة (بالإنجليزية: Ribaldry)‏ هي ترفيه فكاهية تتراوح بين البذائة و الفُحش.